# ウルフ・セーデルブルム
ウルフ・セーデルブルム（Ulf Arne Söderblom、1930年2月5日 - 2016年2月4日）は、フィンランドの指揮者。1973年から1993年までフィンランド国立オペラの首席指揮者を務め、サヴォンリンナ・オペラ・フェスティバルの復興に深く貢献した。フィンランドの音楽を得意とし、ヨーナス・コッコネンのオペラ『最後の誘惑』、アウリス・サッリネンのオペラ『クレルヴォ』『騎手』等の初演を行った。

## 生涯
1930年、フィンランド南西部の町トゥルクにてArne Paulinus SoderblomとGerda Mathilda Rajalinの子として生まれる。1950年から1952年までトゥルクのオーボ・アカデミー大学にて音楽学者オット・アンデルションに師事、1954年から1957年までウィーン国立音楽大学にてハンス・スワロフスキーに師事した。1957年、トゥルクにてヴォルフガング・アマデウス・モーツァルトの『魔笛』により指揮者デビューを果たす。同年、理学療法士のカリン・ヘレナ・エールンルートと結婚した。
1957年、フィンランド国立オペラにおいて指揮活動を開始。当初は合唱団の指揮者だった。1973年には首席指揮者・音楽監督に就任し、以後20年間に亘って同オペラを率い続けた。また、50年間休止していたサヴォンリンナ・オペラ・フェスティバルの復興に尽力し、同フェスティバルは1967年に再開を果たした。サヴォンリンナ・オペラ・フェスティバルの再開は、サヴォンリンナにあるオラヴィ城にてセーデルブルム指揮の下、ルートヴィヒ・ヴァン・ベートーヴェン『フィデリオ』の演奏で祝賀された。
シベリウス音楽院にて指揮法の教鞭を取る傍ら、1965年から1968年まで同音楽院のオーケストラを指揮した。1991年以降はオーボ・アカデミー大学でオーケストラを指揮した。1998年、オーボ・アカデミー大学より名誉博士号が授与された。
セーゲルブルムが没したのは、86歳の誕生日の前日のことであった。

## 世界初演
- アウリス・サッリネン『騎手』（1975年7月17日、サヴォンリンナ）[4]
- ヨーナス・コッコネン『最後の誘惑』（1975年9月2日、ヘルシンキ）[4]
- パーヴォ・ヘイニネン『綾の鼓』（1984年4月5日、ヘルシンキ）[4]
- パーヴォ・ヘイニネン『ナイフ』（1989年7月3日、サヴォンリンナ）[4]
- エルク・ベリマン『歌う樹』（1995年9月3日、ヘルシンキ）[4]
- アウリス・サッリネン『クレルヴォ』（1995年2月25日、ロサンゼルス）[5]

上記初演実績に加え、世界初録音としては1972年にアーッレ・メリカントの『ユハ』を手掛けている。